# Štadión Pasienky
Pasienky je název fotbalového stadionu v Bratislavě, na kterém hrál své domácí zápasy fotbalový klub Inter Bratislava. V sezóně 2008/09 byl také přechodným domovským útočištěm pro klub Artmedia Petržalka. V současnosti zde působí klub ŠK Slovan Bratislava.
Kapacita stadionu činí 13 000 míst. Okolo hřiště je zde umístěna atletická tartanová dráha. Během kvalifikace na Mistrovství světa ve fotbale 2010 se zde měly uskutečnit dva podzimní kvalifikační zápasy slovenské fotbalové reprezentace, ale pro nezpůsobilost vybavení stadionu bylo dějiště kvalifikačních bojů přesunuto na Tehelné pole.

## Kultura
Na stadionu se také konala koncertní vystoupení (např. Metallica, Carlos Santana, Depeche Mode apod.).

## Mistrovství Evropy U21
V roce 2000 stadion hostil několik zápasů Mistrovství Evropy hráčů do 21 let poté, co bylo pořadatelství přiřknuto Slovensku. Byly to následující:
| 27. května 2000        |        |            |                                                          |
| Slovensko              | 2:1    | Turecko    | Základní skupina B rozhodčí: Karl-Erik Nilsson (Švédsko) |
| Greško 6' Čišovský 68' | Report | Dursun 63' | Základní skupina B rozhodčí: Karl-Erik Nilsson (Švédsko) |

| 29. května 2000 |        |            |                                                        |
| Itálie          | 1:1    | Slovensko  | Základní skupina B rozhodčí: Dieter Schoch (Švýcarsko) |
| Baronio 17'     | Report | Babnič 73' | Základní skupina B rozhodčí: Dieter Schoch (Švýcarsko) |

| 1. června 2000 |        |                       |                                                       |
| Anglie         | 0:2    | Slovensko             | Základní skupina B rozhodčí: Herbert Fandel (Německo) |
|                | Report | Babnič 67' Németh 74' | Základní skupina B rozhodčí: Herbert Fandel (Německo) |

| 4. června 2000 |        |           |                                                          |
| Španělsko      | 1:0    | Slovensko | Zápas o 3. místo rozhodčí: Leslie Irvine (Severní Irsko) |
| Ferron 58'     | Report |           | Zápas o 3. místo rozhodčí: Leslie Irvine (Severní Irsko) |